# تپه قالا کن
تپه قالا کن مربوط به دوره اشکانیان - دوره ساسانیان - سدهٔ ۸ تا ۱۰ ه.ق است و در شهرستان تکاب، بخش مرکزی، دهستان کرفتو، روستای چپ دره واقع شده و این اثر در تاریخ ۷ اسفند ۱۳۸۵ با شمارهٔ ثبت ۱۷۷۱۸ به‌عنوان یکی از آثار ملی ایران به ثبت رسیده است.